# セッティマーナ・チクリスティカ・ロンバルディア
セッティマーナ・チクリスティカ・ロンバルディア（Settimana Ciclistica Lombarda）は、イタリア、ロンバルディア州で開催される、自転車競技、ロードレースにおける、ステージレースの名称。UCIヨーロッパツアー2.1カテゴリである。
例年3月下旬ないし4月上旬に開催されていたが、2011年は8月31日〜9月3日までの開催となった。

## 概要
日本語的に意訳すると、ロンバルディア自転車週間（Lombardic Cycling Week）、のようになる。
1970年、ジロ・チクリスティコ・ベルガマスコ（Giro Ciclistico Bergamasco）という名称で開始され、1971年から1998年までは、セッティマーナ・チクリスタ・ベルガマスカ（Settimana Ciclistica Bergamasca）という名称で行われた。
2005年に制定されたUCIヨーロッパツアーでは、当初2.2カテゴリだったが、2007年より2.1カテゴリに格上げされた。
経済的な問題により、2014年以降、開催されていない。

## 歴代優勝者
| 年   | 優勝者                     |
| ---- | -------------------------- |
| 1970 | ジュリアーノ・マルクッツィ |
| 1971 | ルドルフ・ラブス           |
| 1972 | ファウスト・ベルトリオ     |
| 1973 | イジー・マイヌス           |
| 1974 | スタニスワヴ・ショズダ     |
| 1975 | ヴァレリ・シャプリギン     |
| 1976 | ヴィットリオ・アルジェーリ |
| 1977 | ヤヌシュ・ビエネック       |
| 1978 | アレッサンドロ・ポッツィ   |
| 1979 | アルベルト・ミネッティ     |
| 1980 | チェスワヴ・ラング         |
| 1981 | アレッサンドロ・フェドリゴ |
| 1982 | ウラディミル・コザレク     |
| 1983 | アンドレイ・セレディウク   |
| 1984 | フラヴィオ・ジュッポーニ   |
| 1985 | ユーリ・カシリン           |
| 1986 | ゼノン・ヤスクワ           |
| 1987 | ウラディミル・プルニコフ   |
| 1988 | 開催なし                   |
| 1989 | イヴァン・イヴァノフ       |
| 1990 | ニコライ・ゴロヴァテンコ   |
| 1991 | ランス・アームストロング   |
| 1992 | パヴェル・トンコフ         |
| 1993 | エンリコ・ツァイナ         |
| 1994 | ウラディミル・ベッリ       |

| 年   | 優勝者                       |
| ---- | ---------------------------- |
| 1995 | マッシミリアーノ・レッリ     |
| 1996 | パヴェル・トンコフ           |
| 1997 | エマヌエーレ・ルーピ         |
| 1998 | パヴェル・トンコフ           |
| 1999 | ライモンダス・ルムシャス     |
| 2000 | セルゲイ・ゴンチャール       |
| 2001 | セルゲイ・ゴンチャール       |
| 2002 | タデイ・ヴァリャヴェツ       |
| 2003 | フリオ・アルベルト・ペレス   |
| 2004 | ミケーレ・スカルポーニ       |
| 2005 | リカルド・リッコ             |
| 2006 | ロベルト・ヘーシンク         |
| 2007 | アレクサンドル・エフィムキン |
| 2008 | ダニーロ・ディルーカ         |
| 2009 | ダニエーレ・ピエトロポッリ   |
| 2010 | ミケーレ・スカルポーニ       |
| 2011 | ティボー・ピノ               |
| 2012 | 中止                         |
| 2013 | パトリック・ジンケヴィッツ   |